# Narisara Nuvadtivongs
Hoàng tử Narisara Nuwattiwong (tiếng Thái: นริศรานุวัดติวงศ์; RTGS: Naritsaranuwattiwong; 28 tháng 4 năm 1863 - 10 tháng 3 năm 1947) hay còn gọi là Chitcharoen (จิตรเจริญ), là một thành viên của gia đình hoàng gia của Xiêm (nay là Thái Lan). Ông là Bộ trưởng Bộ Tài chính (1892- 1894), Bộ trưởng Bộ Quốc Phòng (1894 - 1899) và học giả. Là một người đa tài, ông được mệnh danh là "thợ thủ công vĩ đại của Xiêm La", "bậc thầy của hoàng tử",... Sinh nhật của ông (28 tháng 4 năm 1863) được tổ chức ở Thái Lan là "Ngày Hoàng tử Naris".

## Đầu đời
Hoàng tử Narisara Nuwattiwong sinh ngày 28 tháng 4 năm 1863 tại Bangkok, Thái Lan. Ông là con trai của Pannarai và Vua Rama IV (còn được gọi là Vua Mongkut). Hoàng tử Nuwattiwong được giáo dục bởi các nhà truyền giáo phuơng Tây, cũng là những người khuyến khích ông quan tâm đến ngành mỹ thuật.

## Nghề nghiệp

### Chính phủ
Hoàng tử Narisara Nuwattiwong được bổ nhiệm làm Giám đốc Công, thị xã và Kế hoạch quốc gia cho Bộ Nội vụ. Ông làm việc về quy hoạch đô thị ban đầu của Thái Lan và trở thành một cố vấn nghệ thuật cho Viện Hoàng gia Thái Lan. Các công việc khác của ông bao gồm làm việc cho Bộ Tài chính, Bộ Binh, và Bộ Palace. Từ 1892-1894, ông làm Bộ trưởng Bộ Tài chính.
Từ 1894-1899, ông là Bộ trưởng Bộ Chiến tranh. Trong nhiệm kỳ của ông, các bộ phận Kalahom cũ (có niên đại từ thế kỷ thứ 15) đã được triệt để hiện đại hóa dựa trên các mô hình phương Tây. Từ 1896-1899, Hoàng tử Naris-người vừa là một vị tướng của quân đội và một đô đốc-bổ sung giữ chức Tư lệnh của Cục Quân Vận hành, các vị trí quân sự cao nhất trong quân đội Xiêm thời gian đó. Từ 1898-1899, ông cũng là chỉ huy của Bộ Hải quân và cán bộ do chỉ huy của Hải quân Xiêm.
Hoàng tử Naris từng là nhiếp chính của Xiêm 1934-1935, thay thế cho cháu trai của ông vua Prajadhipok (Rama VII) sinh sống tại Anh trong thời gian điều trị một bệnh mắt. Sau khi thoái vị định Prajadhipok của năm 1935 và lựa chọn 9 tuổi Ananda Mahidol là vua mới, Naris đã từ chối yêu cầu tiếp tục làm nhiếp chính, trỏ đến tuổi già của mình.

### Nhà thiết kế
Như Thái Lan đã bắt đầu hiện đại hóa, nó tạo ra các bộ chính phủ phong cách châu Âu đầu tiên của mình. Narisara được giao nhiệm vụ thiết kế đỉnh cho các Bộ này mới được tạo ra. Mỗi đỉnh ông thiết kế là khác nhau, đại diện cho vai trò của mỗi nhóm.

#### Kiến trúc
Wat Benchamabophit (đền thờ bằng đá cẩm thạch) là ngôi chùa đầu tiên ở Thái Lan để sử dụng đá cẩm thạch trong xây dựng của nó. Ngôi chùa này đã được mô tả như là một ví dụ xác định của một ngôi chùa Phật giáo hiện đại do các Bộ Tây Kiến trúc.
Các Benchamabophit Trường Wat nằm bên cạnh Wat Benjamabophit. Không giống như các đền thờ, trường được xây dựng theo phong cách phương Tây. Phraubosotwatrachativas là một ngôi đền làm bằng đá cẩm thạch, nhưng phong cách của tòa nhà này kết hợp phương Tây và phong cách Thái. Ngôi đền có bức tranh sơn dầu được lấy cảm hứng từ nghệ thuật tìm thấy trong các nhà thờ thời Trung cổ phương Tây.

#### Tác phẩm âm nhạc
- "Sansoen Phra Barami" hoặc ca hoàng gia
- "Khamen Sai Yok"

## Gia đình
Hoàng tử Naris đã kết hôn ba lần. Người vợ đầu tiên của ông là Mom Ratchawong Pluem Siriwong (หม่อมราชวงศ์ปลื้ม ศิริวงศ์), người mà ông đã có một cô con gái:
- Mom Chao Pluemchit Chittraphong (หม่อมเจ้าปลื้มจิต จิตรพงศ์)

Sau cái chết của người vợ đầu tiên của ông, Hoàng tử Naris kết hôn Mom Malai Sewatam (หม่อมมาลัย เศวตามร์), người mà ông đã có hai con trai:
- Mom Chao Ai Chittraphong (หม่อมเจ้าอ้าย จิตรพงศ์)
- Mom Chao Charoenchai Chittraphong (หม่อมเจ้าเจริญใจ จิตรพงศ์)

Sau cái chết của người vợ thứ hai của ông, hoàng tử tái hôn một lần cuối cùng, kết hôn với Mom Ratchawong To Ngon-rot (หม่อมราชวงศ์โต งอนรถ). Họ đã có tổng cộng sáu người con, trong đó có năm người nam:
- Mom Chao Sam Chittraphong (หม่อมเจ้าสาม จิตรพงศ์)
- Mom Chao Pralomchit Chittraphong (หม่อมเจ้าประโลมจิตร จิตรพงศ์)
- Mom Chao Duangchit Chittraphong (หม่อมเจ้าดวงจิตร จิตรพงศ์)
- Mom Chao Yachai Chittraphong (หม่อมเจ้ายาใจ จิตรพงศ์)
- Mom Chao Phlao-rot Chittraphong (หม่อมเจ้าเพลารถ จิตรพงศ์)
- Mom Chao Konnika Chittraphong (หม่อมเจ้าหญิงกรณิกา จิตรพงศ์)

## Tiêu đề chính thức
danh hiệu chính thức của ông là "สมเด็จพระเจ้าบรมวงศ์เธอ เจ้าฟ้าจิตรเจริญ กรมพระยานริศรานุวัดติวงศ์" (Somdet Phra Chao Boromma Wong Thoe Chao Fa Chitcharoen Krom Phraya Naritsaranuwattiwong), có thể được dịch là "ông Hoàng tử Hoàng tử Chitcharoen, các Hoàng tử Narisara Nuwattiwong".
tiêu đề nghi lễ đầy đủ của ông (trước khi ông được thăng cấp bậc "Krom Phraya") là "สมเด็จ พระเจ้า บรม วงศ์ เธอ เจ้าฟ้า กรมพระนริศรานุวัดติวงศ์ มหามกุฏ พงศ์ นฤบดินทรปรมินทรานุชาธิเบนทร์ ปรเมน ทรราชปิตุลา สวามิภักดิ์ สยามวิชิต สรรพศิลป สิทธิวิทยาธร สุรจิตรกร ศุภโกศล ประพนธปรีชาชาญ โบราณคดี สังคีตวาทิต วิธีวิจารณ์ มโหฬาร สีตลัธยา ศรัยพุทธา ทิไตรรัตน สรณานุวัติ ขัตติยเดชานุภาพบพิตร " ("Somdet Phra Chao Boromma Wong Thoe, Chao Fa Kromma Phra Naritsaranuwattiwong, Maha Makutta Phong Narue Bodin, Paraminthranuchathiben, Paramen Ratcha Pitula, Sawamiphak Sayama Wichit, Sappha Sinlapa Sit Witthaya Thôn, Sura Chittra Kon Suppha Koson, Praphontha Pricha Chan Boranna khadi, Sangkhita Wathit withi Wichan, Maholan Sitalatthayasai, Phutthathi Trãi Rat Sarananuwat, Khattiya Dechanuphap Bophit ").

## Tử vong
Naris đã qua đời vào ngày 10 tháng 3 năm 1947 từ một cơn đột quỵ. Đám tang của ông được tổ chức công khai tại Sanam Luang. giàn hỏa táng của ông là tương tự như các giàn hỏa táng hoàng gia của Ananda Mahidol.

## Reference
1. ↑  Ally Anumudu (ngày 11 tháng 12 năm 2012). "The King and I". Prezi. Truy cập ngày 27 tháng 2 năm 2014.
2. 1 2  Wright, Michael. "Prince Naris – The Master of Thai Art".
3. ↑  เจริญวงศ์, สุรศักดิ์. สมเด็จฯ เจ้าฟ้ากรมพระยานริศรานุวัคติวงศ์ – "สมเด็จครู" นายช่างใหญ่แห่งกรุงสยาม.
4. ↑  Kobkua Suwannathat-Pian (2003). Kings, Country and Constitutions: Thailand's Political Development, 1932-2000. RoutledgeCurzon. tr. 245. ISBN 0-7007-1473-1.